# Michael L. Gernhardt
Michael Landon Gernhardt (* 4. Mai 1956 in Mansfield, Ohio) ist ein US-amerikanischer Astronaut.
Gernhardt erhielt 1978 einen Bachelor in Physik von der Vanderbilt University und 1983 einen Master sowie 1991 einen Doktorgrad in Biotechnologie von der University of Pennsylvania.
Gernhardt war von 1977 bis 1984 Profitiefseetaucher und Projektingenieur für Tiefseebohrtürme und andere Unterwasserprojekte. Von 1984 bis 1992 arbeitete er zuerst an der Entwicklung von Unterwasserrobotern und anderer Technik für Taucher, später entwickelte er Techniken für die Raumfahrt.

## Astronautentätigkeit
Im März 1992 wurde Gernhardt von der NASA als Astronautenanwärter ausgewählt. Nach seiner Ausbildung zum Missionsspezialisten war er unter anderem an der Entwicklung neuer Verfahren für Weltraumausstiege (EVAs) beteiligt. Außerdem war er Mitglied der Unterstützungsmannschaften für die Shuttle-Starts am Kennedy Space Center und auch Verbindungssprecher (CAPCOM) im Kontrollzentrum in Houston. Inzwischen arbeitet er für das Prebreath Reduction Program, ein Programm zur Optimierung von EVAs, und ist Manager des Environmental Physiology Laboratory am Johnson Space Center.
Bereits zweimal, im Oktober 2001 und im April 2005, absolvierte Gernhardt einen Kurzzeitaufenthalt im Unterwasserlabor Aquarius. Diese zwei Exkursionen fanden im Rahmen des NEEMO-Programms statt. Seit Jahren führt die US-Raumfahrtbehörde diese „NASA Extreme Environment Mission Operations“ durch. Die NASA schloss dazu mit dem amerikanischen Wetterdienst NOAA, dem das Labor vor der Küste Floridas gehört, ein Kooperationsabkommen. Die Aquarius ist eine 80-Tonnen-Stahlkonstruktion, die seit 1987 sechs Kilometer vor der Küste von Key Largo am Meeresboden in 18 Metern Tiefe verankert ist. Die Raumverhältnisse entsprechen etwa denen des Swesda-Moduls der ISS.

### STS-69

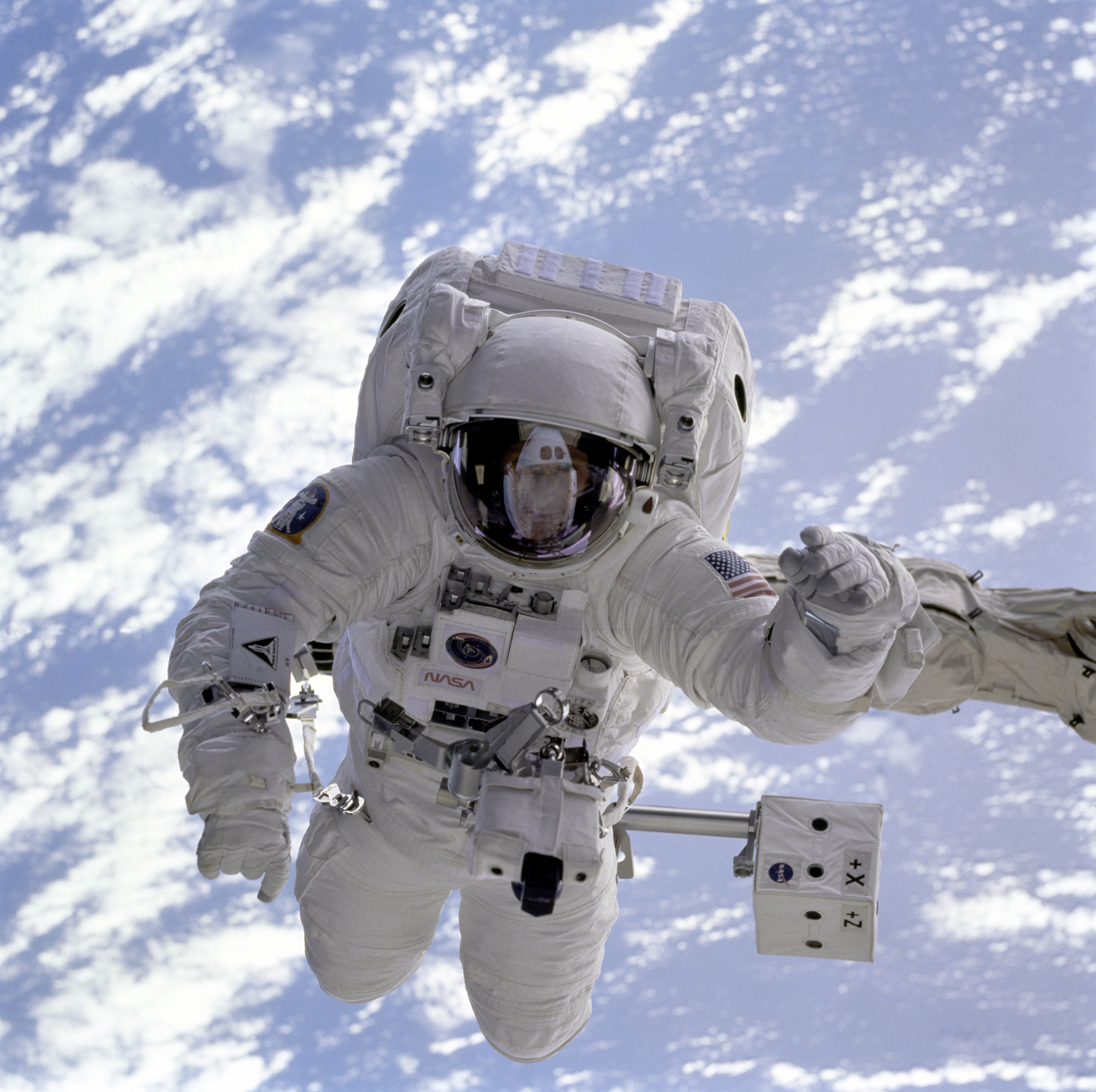
Michael Gernhardt bei seiner ersten Außenbordaktivität

Am 7. September 1995 startete Gernhardt als Missionsspezialist mit der Raumfähre Endeavour zu seinem ersten Flug ins All. Die Mannschaft setzte einen SPARTAN-Satelliten und das Wake Shield Facility erfolgreich aus und fing sie anschließend wieder ein. Ebenfalls an Bord war die „International Extreme Ultraviolet Hitchhiker“-Nutzlast und zahlreiche weitere Nutzlasten und medizinische Experimente. Gernhardt führte eine Außenbordaktivität durch, die 6 Stunden und 46 Minuten dauerte und in der er Modifikationen an Raumanzügen testete sowie Verfahren und Werkzeuge ausprobierte, die für die Konstruktion der Internationalen Raumstation (ISS) vorgesehen sind.

### STS-83
Am 4. April 1997 startete Gernhardt mit der Raumfähre Columbia ins All. Nutzlast war das Microgravity Science Laboratory (MSL-1). Aufgrund eines Problems mit einer Brennstoffzelle des Shuttles musste die Mission abgekürzt werden und die Landung erfolgte bereits nach knapp vier Tagen. Die NASA entschied, die Mission drei Monate später mit der gleichen Besatzung zu wiederholen.

### STS-94
Am 1. Juli 1997 startete die Columbia dann erneut zu der beim ersten Versuch vorzeitig abgebrochenen MSL-1-Mission. Diesmal konnten die Experimente im Microgravity Science Laboratory erfolgreich durchgeführt werden. Dazu zählten vor allem Experimente zur Erforschung der physikalischen Eigenschaften unterkühlter Flüssigkeitsgemische und der Verbrennungsprozesse an festen und flüssigen Materialien sowie zur Herstellung reiner Proteinkristalle.

### STS-104

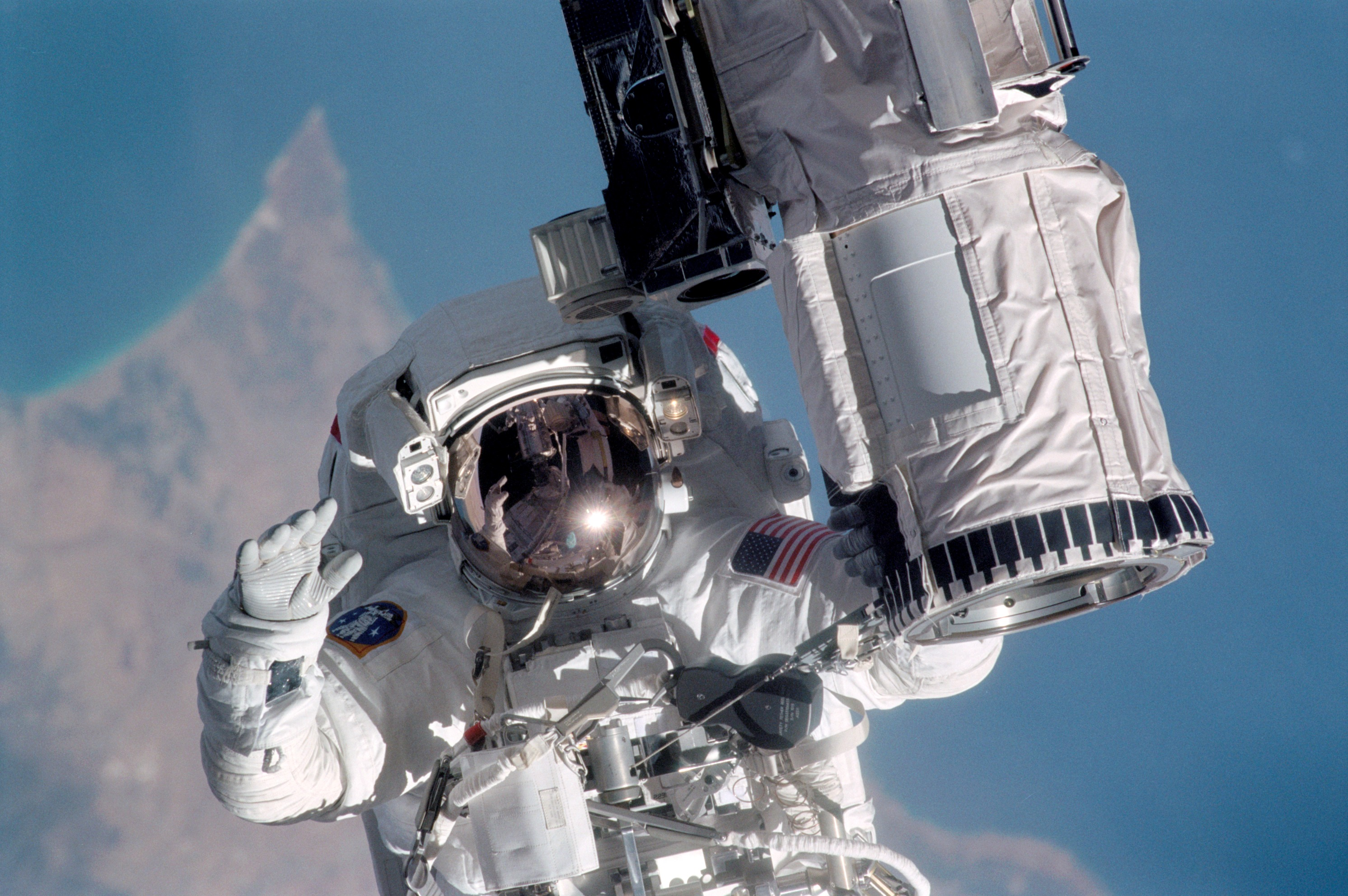
Michael Gernhardt am Roboterarm der ISS bei einer Außenbordaktivität während der Mission STS-104

Gernhardt und James Reilly waren die ersten Mitglieder der STS-104-Besatzung, die bereits 1997 nominiert wurden. Die Raumfähre Atlantis startete am 12. Juli 2001 und transportierte dabei die Luftschleuse Quest zur Internationalen Raumstation (ISS). Gernhardt und Reilly unternahmen drei Ausstiege, um Quest zu installieren.

### STS-119
Gerhardt war am 12. Dezember 2002 für die Mission STS-119 mit der Raumfähre Endeavour nominiert, nach dem Columbiaunglück (1. Februar 2003) wurde die Crew am 22. Februar 2003 aufgelöst und die Mission lange nach hinten verschoben. Erst im Oktober 2007 wurden neue Astronauten benannt, er wurde aber nicht mehr berücksichtigt. Dieser Flug brachte im Oktober 2008 das letzte Teilstück der Integrated Truss Structure, einem Gittermodul mit Solarzellenflächen, zur internationalen Raumstation.

### NEEMO-1
Im Zeitraum vom 21. bis 27. Oktober 2001 war er mit Michael López-Alegría, Bill Todd (United Space Alliance) und David Williams (CSA) bei der ersten Unterwassermission NEEMO-1.

### PR-Image
Im Zeitraum vom 20. bis 22. April 2005 war er als Commander mit John Olivas, Scott Kelly und Monika Schultz in der Unterwassermission NEEMO-8.

### NEEMO-8
Gernhardt fuhr den Prototyp des Mondfahrzeuges bei der Parade zur Amtseinführung von US-Präsident Barack Obama am 20. Januar 2009.

### NEEMO-15
Im Zeitraum vom 20. bis 26. Oktober 2011 war er mit Richard Robert Arnold und Stanley Glen Love in der Mond- & Asteroidenlandungssimulation der Unterwassermission NEEMO-15.

### NEEMO-16
Im Zeitraum vom 20. bis 26. Oktober 2012 war er mit Stanley Glen Love, Serena Auñón, Steve Giddings, Bill Todd, Andrew Abercromby und Steve Chappell in der Mond- & Asteroidenlandungssimulation der Unterwassermission NEEMO-16.